# 田中智學
- 田中智学
- 田中智學

田中 智學（たなか ちがく、田中 智学、1861年12月14日（文久元年11月13日） - 1939年（昭和14年）11月17日）は、第二次世界大戦前の日本の宗教家。本名は巴之助。

## 生涯
多田玄龍・凛子の三男として江戸で生まれ、10歳で日蓮宗の宗門に入り智學と称した。1872年（明治5年）から田中姓を称している。その後、小教院（立正大学の前身）に入院した。在院中に宗学に疑問を持って還俗し、宗門改革を目指して1880年（明治13年）に横浜で蓮華会を設立。4年後の1884年（明治17年）に活動拠点を東京へ移し立正安国会と改称、1914年（大正3年）には諸団体を統合して国柱会を結成した。日蓮主義運動を展開し、日本国体学を創始、推進し、高山樗牛・姉崎正治らの支持を得た。1923年（大正12年）11月3日、日蓮主義と国体主義による社会運動を行うことを目的として立憲養正會を創設し総裁となった。

### 八紘一宇
八紘一宇とは日本建国の主義である「道義的世界統一」を意味する。
大正2年3月11日に機関紙、国柱新聞「神武天皇の建国」にて言及。
この言葉の典拠となったのは『日本書紀』巻第三・神武天皇即位前紀己未年三月丁卯条の「令」にある
であるが、智學は「下則弘皇孫養正之心。然後」(正を養うの心を弘め、然る後)という神武天皇の宣言に初めて着眼し、「養正の恢弘」という文化的行動が日本国民の使命であり、その後の結果が「八紘一宇」であると、「掩八紘而為宇」から造語した。
八紘一宇という言葉は、戦後、軍国主義のスローガンであったかのように言われているが、造語した智學は1922年（大正11年）出版の『日本国体の研究』に以下の記述をしている(智學は他に戦争を批判し死刑廃止も訴えている)。
また、日蓮主義者としての智學像が強い為、八紘一宇は「日蓮を中心とした世界統一」を意味して造語された、との解説が流布されているが、それは誤りである。
もちろん智學の国体観の根底には、日蓮主義があり、「日蓮上人によって、日本国体の因縁来歴も内容も始末も、すっかり解った」 とまで述べているが、それは仏法・覚道、即ち法華経の一念三千の法門、並びに日蓮の三大秘法の法門によって日本国の理義が明らかになり解決を得た。という事であり、それに伴う王法・治道の研究によって、神武天皇建国の宣言から明らかにしたのが、八紘一宇である。

### 日本国体学の提唱
日本国体学とは、智學が日蓮主義の研究により発得し、提唱した学問。　世間でいう政体や国柄を意味する国体とは異なり、「国の精神(こころ)」を意味し、その精神(こころ)が、「国の法」であることから、「国体」を訓じて「クニツミノリ」ともいう。
日本国体の主要要素として、「五大要素」・「三綱建国」・「八大主義」がある。
- 1903年（明治36年)11月11日講演「皇宗の建国と本化の大教」において、「三綱建国」を詮し、国体開顕について解説。
- 1911年（明治44年)8月3日～23日までの、三保における第2回の夏期講習会で、はじめて「日本国体学」を提唱する。
- 1923年（大正9年)11月3日「日本国体の研究を発表するに就いて」の大宣言を天業民報紙上に発表。

### 戦争批判と死刑廃止
宗教家としての智學を窺い知る事ができる主張に「戦争批判と死刑廃止」がある。
それについては以下の記述あり。

### 死去
1939年（昭和14年)11月17日午前1時8分　脳溢血と悪性肺炎の併発により死去。享年79。
16日の夜、臨終近しということで、家族門下一同が集い、夜半から『法華経』寿量品の「自我偈」を幾たびも繰り返し誦していたが、まさにその巻を誦し終わろうとして、「得入無上道速成就仏身」と唱えたその刹那、智學は静かに長く、最後の息を吐き涅槃に入った。お題目唱題数十遍ののち、長男田中芳谷は「明治大正昭和三代に亙る国体開顕の導師、今正しく涅槃に入る」と宣した。
この臨終の様子は、智學の主治医であった、虎の門神経科院長・竜庸夫が「ある宗教家の死」と題して大日本雄弁会講談社(現在の講談社)の雑誌『キング』第30巻第12号1954年（昭和29年)10月特大号に以下の寄稿している。

## 子女による活動の継承
- 長男田中芳谷は父の死後国柱会の会長（寨主(さいしゅ)）に就任した。国柱会は1945年（昭和20年）、戦災によって本部講堂を失い、また敗戦に伴い勢力は著しく減退した。国柱会は現在も「純正日蓮主義」を掲げ、在家主義と国粋主義を標榜する団体として独自に活動を行っているものの、「在家主義」や「国立戒壇」、またその独自の右翼思想も時代に埋没してかつての活況を見せていない。寨主の地位は田中家による世襲制となっている。
- 次男田中澤二は1928年（昭和3年）に立憲養正會の後援のもと第16回衆議院議員総選挙に東京1区から無所属で立候補。落選したが、翌1929年（昭和4年）、父の後を継ぎ立憲養正會総裁に就任した。以後同会は政治団体色を強め、各種選挙に公認候補者を擁立。衆議院選挙では当選者を出したほか、地方議会や農会には最盛期で100人を超す同会所属議員がいた。新体制運動や大政翼賛会には批判的で、1942年（昭和17年）3月17日結社不許可処分を受け、解散に追い込まれた。第二次世界大戦後同会は再建された。澤二は公職追放されたが、衆議院選挙では再び当選者を出した。澤二の死後は振るわず、政界再編の中で同会の勢力は大きく衰えた。以後選挙への候補者擁立は途絶えたものの、政治団体として存続した。
- 三男里見岸雄は国体学者となり立命館大学法学部教授を務め、同大学に国体学科を増設し主任教授。法学博士号を授与された。1924年（大正13年）12月、里見日本文化学研究所を開設、1936年（昭和11年）2月、同研究所を母体に日本国体学会を創立したほか、立正教団を興した。『天皇とプロレタリア』をはじめ多数の著作を発表、戦前・戦後を通じ言論人として活動した。『天皇及三笠宮問題』では紀元節に反対した三笠宮崇仁親王を攻撃した。
- 娘の田中望子（大窪梅子）は日本国体学会を引き継ぎ、記紀神話や万葉集の研究を行ったほか、天皇陵保護活動などにも取り組んだ。里見岸雄との共著作もある。
- 末娘の岩永蓮代は国史学や文化人類学を学び、諸国国分二寺跡保存発願者として日本全国の国分寺・国分尼寺の遺跡の調査保存運動に取り組んだ。啓蒙活動も行い、著作の出版のほか、各地国分寺遺跡地に碑を寄贈している。姉田中望子との共著作もある。蓮代の娘暉子・ホン・バーゲンは現在アメリカ・ニューオーリンズ日本人会副会長を務める。

## 参考図書
- 『師子王全集』全38巻　師子王全集刊行会（うち10巻は自伝。師子王文庫より復刻）
- 田中芳谷『田中智學先生略伝』　師子王文庫、1953年
- 日本国体学会『日本の師表田中智学』　錦正社、1968年
- 田中香浦『田中智學』　真世界社、1977年
- 田中香浦『田中智學先生の思い出』　真世界社、1988年
- 末木文美士『明治思想家論　近代日本の思想・再考1』　トランスビュー、2004年
- 『キング』第30巻第12号1954年（昭和29年)10月特大号P76～P78「ある宗教家の死」大日本雄弁会講談社
- 田中巴之助『日本国体の研究』真世界社、1981年(昭和56年)復刻　(原著・大正11年発行)
- 里見岸雄『国体学創建史　上』展転社、平成18年